# ビッグトレイル
『ビッグトレイル』（The Hallelujah Trail）は1965年のアメリカ合衆国の映画。ビル・ガリックの同名歴史小説を映画化している。
ジョン・スタージェス監督の作品で、出演はバート・ランカスターやリー・レミックなど。
本作はウルトラパナビジョン70で撮影され、スーパーシネラマ方式で上映された。

## ストーリー
1867年。デンヴァーの町にあった酒が底をついたため、市議会が開かれた。そこで、町一番の実業家に酒の買い付けを頼むことになり、40樽に及ぶウイスキーの輸送が始まった。だが、それをめぐって先住民や騎兵隊、鉱山夫たちが大騒動を巻き起こす。

## キャスト
| 役名                 | 俳優                  | 日本語吹替                                |
| 役名                 | 俳優                  | NETテレビ版                               |
| -------------------- | --------------------- | ----------------------------------------- |
| ゲアハート大佐       | バート・ランカスター  | 久松保夫                                  |
| コーラ・マシンゲイル | リー・レミック        | 増山江威子                                |
| スレイター大尉       | ジム・ハットン        | 仲村秀生                                  |
| ビュエル軍曹         | ジョン・アンダーソン  | 羽佐間道夫                                |
| ワリンガム           | ブライアン・キース    | 池田忠夫                                  |
| オラクル             | ドナルド・プレザンス  | 辻村真人                                  |
| ルイーズ             | パメラ・ティフィン    | 上田みゆき                                |
| 猫背                 | マーティン・ランドー  | 千葉耕市                                  |
| レイフ               | ジョン・マッキー      | 大宮悌二                                  |
| クレイトン           | ダブ・テイラー        | 寄山弘                                    |
| オフラハティ         | トム・スターン        | 細井重之                                  |
| ブラディ             | ビリー・ウィリアムズ  | 緑川稔                                    |
| カーター             | マーシャル・リード    | 木原規之                                  |
| シムス               | ビリー・ベネディクト  | 立壁和也                                  |
| 五つ樽               | ロバート・J・ウィルク | 水島晋                                    |
| バーテン             | ヴァル・エイヴリー    | 寺島幹夫                                  |
| ヘンリエッタ         | ヘレン・クリーブ      | 川路夏子                                  |
| 鉱夫                 |                       | 野本礼三                                  |
| 楽隊長               |                       | 上田敏也                                  |
| アイルランド人       |                       | 加藤正之                                  |
| 婦人部隊(1)          |                       | 中村美和子                                |
| 婦人部隊(2)          |                       | 吉田理保子                                |
| 婦人部隊(3)          |                       | 深沢美晴                                  |
| 女(1)                |                       | 畠山洋子                                  |
| 歴史家(ナレーター)   | ジョン・ダナ―         | 家弓家正                                  |
|                      |                       |                                           |
| 演出                 | 演出                  | 小林守夫                                  |
| 翻訳                 | 翻訳                  | 木原たけし                                |
| 効果                 | 効果                  | 藤田信夫/遠藤堯雄                         |
| 調整                 | 調整                  | 前田仁信                                  |
| 制作                 | 制作                  | 東北新社                                  |
| 解説                 | 解説                  | 淀川長治                                  |
| 初回放送             | 初回放送              | 1972年4月2日 『日曜洋画劇場』 21:00-23:30 |

## スタッフ
- 監督：ジョン・スタージェス
- 製作：ジョン・スタージェス
- 原作：ビル・ガリック
- 脚本：ジョン・ゲイ
- 撮影：ロバート・サーティース
- 音楽：エルマー・バーンスタイン
- 編集：フェリス・ウェブスター